# 12042 Laques
12042 Laques eller 1997 FC är en asteroid i huvudbältet som upptäcktes den 17 mars 1997 av den franske astronomen Christian Buil i Ramonville-Saint-Agne. Den är uppkallad efter den franske astronomen Pierre Laques.
Asteroiden har en diameter på ungefär 10 kilometer och den tillhör asteroidgruppen Eos.